# Nelben

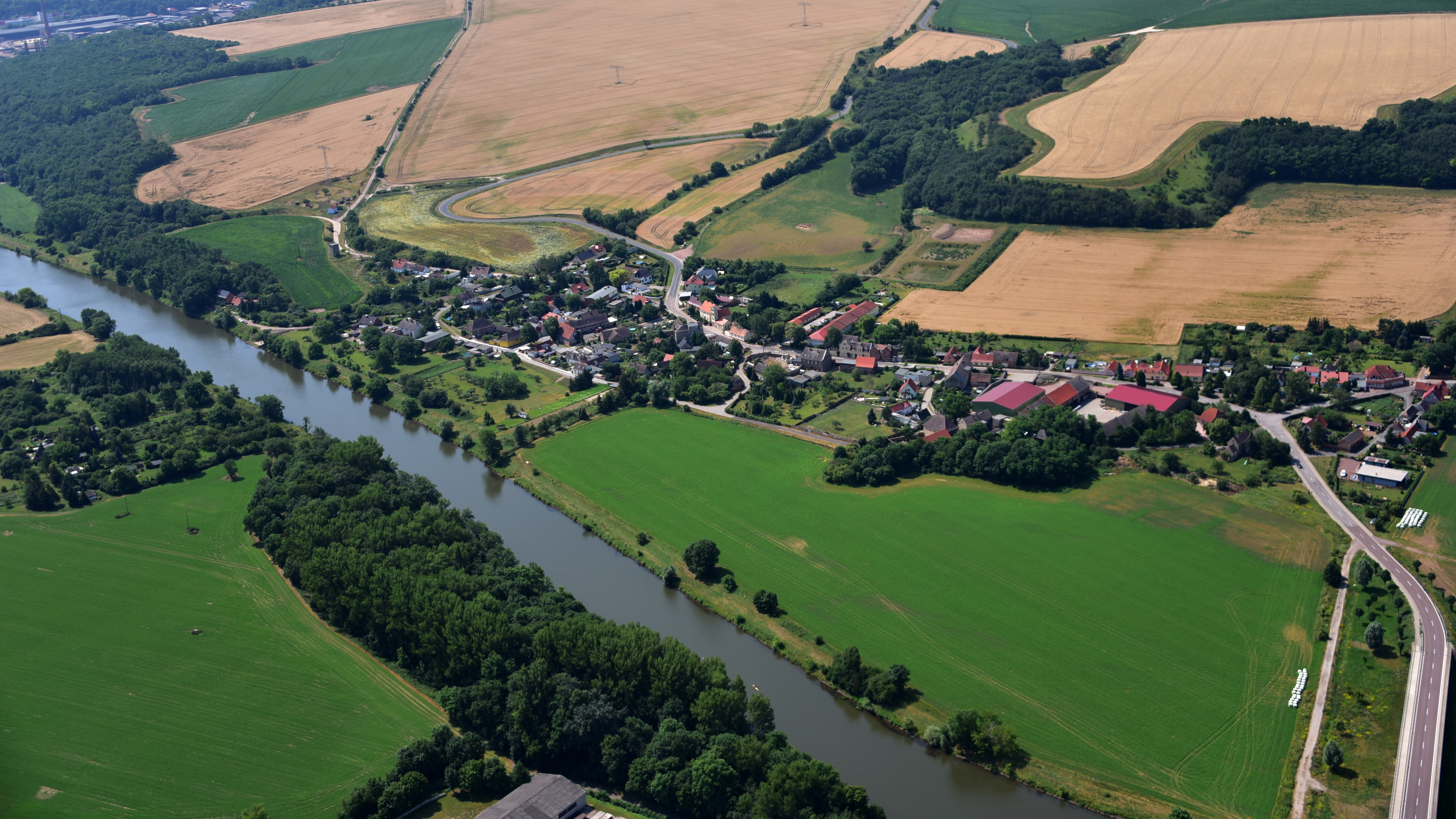
Nelben, Luftaufnahme (2017)

Nelben ist ein Ortsteil der Stadt Könnern im Salzlandkreis des Bundeslandes Sachsen-Anhalt. Der Ort wurde am 1. Juli 1950 nach Gnölbzig eingemeindet und im Jahr 1992 nach Könnern umgegliedert.

## Geografische Lage
Nelben liegt etwa 3 km westlich von Könnern am Westufer der unteren Saale. Zum Ort gehört das Naturschutzgebiet Nelbener Grund und Georgsburg.

## Geschichte
Nelben am Übergang der Saale in Richtung Könnern wurde vermutlich als sorbisches Fischerdorf gegründet. Erstmals urkundlich wurde der Ort als „Nebili“ im Jahr 874 erwähnt. Er gehörte zur reichsunmittelbaren „Grafschaft Alsleben“, die nach dem Tod des letzten Grafen von Alsleben im Jahr 1128 an das Erzbistum Magdeburg kam. Durch den Magdeburger Erzbischof Günther II. von Schwarzburg wurde sie im Jahr 1438 an Karl von Krosigk verpfändet. 1479 erfolgte die Belehnung der Familie von Krosigk mit der Grafschaft Alsleben durch den Magdeburger Erzbischof Ernst von Magdeburg, wodurch auch Nelben unter die Lehnsherrschaft der Familie von Krosigk fiel. Urkunden der adligen Familie belegen, dass Nelben ein Untertanendorf des Ritterguts Gnölbzig war, in welchem von Anfang des 15. Jahrhunderts bis 1636 eine Seitenlinie der Familie von Krosigk ansässig war. Bei einer Erbteilung im Jahr 1664 erhielt Heinrich von Krosigk neben Nelben die Stadt und das alte Schloss Alsleben sowie die umliegenden Ortschaften Piesdorf, Strenz, Naundorf und Gnölbzig. Mit dem Anfall des Erzstifts Magdeburg an Brandenburg-Preußen wurden 1680 die Kurfürsten von Brandenburg (ab 1701 Könige in/von Preußen) neue Landesherren des nun „Herzogtum Magdeburg“ genannten Gebiets. Nelben gehörte zum Saalkreis. Im August 1755 kaufte der aus Braunsforth in Pommern stammende Kammerpräsident Christoph Heinrich von Wedel die Rittergüter  Gnölbzig und Piesdorf, sowie die Orte Gnölbzig, Nelben, Strenz und Naundorf. Nelben gehörte zu dieser Zeit zum Rittergut Piesdorf.
Mit dem Frieden von Tilsit wurde Nelben im Jahr 1807 dem Königreich Westphalen angegliedert und dem Distrikt Halle im Departement der Saale zugeordnet. Der Ort gehörte zum Kanton Alsleben. Nach der Niederlage Napoleons und dem Ende des Königreichs Westphalen befreiten die verbündeten Gegner Napoleons Anfang Oktober 1813 den Saalkreis. Bei der politischen Neuordnung nach dem Wiener Kongress 1815 wurde Nelben im Jahr 1816 dem Regierungsbezirk Merseburg der preußischen Provinz Sachsen angeschlossen und dem Mansfelder Seekreis zugeordnet. 1929 wurde zwischen Nelben und Georgsburg die Brücke über die Saale eröffnet, wodurch der Fährbetrieb entfiel.
Mit der ersten Kreisreform in der DDR wurde Nelben dem Landkreis Eisleben angegliedert. In diesem Zuge wurde es am 1. Juli 1950 nach Gnölbzig eingemeindet. Als Ortsteil von Gnölbzig kam Nelben durch die zweite Kreisreform in der DDR im Jahr 1952 zum Kreis Bernburg im Bezirk Halle, der 1990 zum Landkreis Bernburg wurde und 2007 im Salzlandkreis aufging. Am 2. Januar 1993 wurde Nelben durch Umgliederung ein Ortsteil der Stadt Könnern.

## Verkehrsanbindung
Die A 14, die von Leipzig nach Magdeburg führt, verläuft östlich von Könnern, das von Nelben aus gesehen am gegenüber liegenden Saaleufer liegt. In Könnern befindet sich auch der nächste Bahnhof.